# Luzon-Waldratte

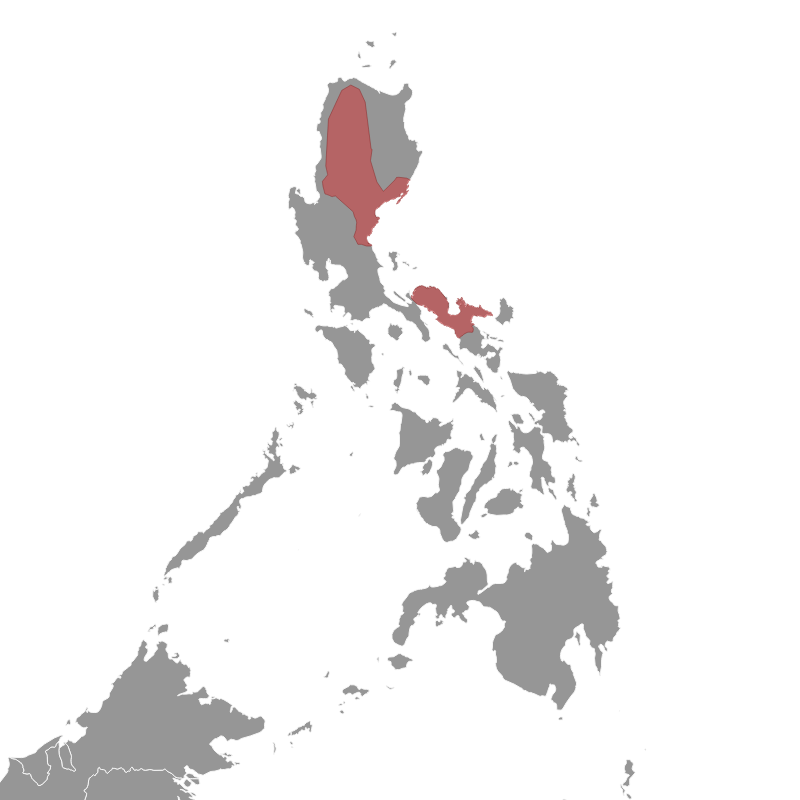
Verbreitungsgebiet der Luzon-Waldratte

Die Luzon-Waldratte (Bullimus luzonicus) ist ein auf den nördlichen Philippinen endemisches Nagetier in der Gattung der Philippinen-Moosmäuse. Das Typusexemplar stammt von den Hängen des Mount Data.

## Merkmale
Dieses Nagetier ist groß und erreicht ohne Schwanz eine Länge von 234 bis 267 mm, die Schwanzlänge beträgt 190 bis 233 mm und das Gewicht liegt bei 350 bis 520 g. Es sind 49 bis 56 mm lange Hinterfüße und 28 bis 36 mm lange Ohren vorhanden. Die Oberseite ist mit dunkelbraunem Fell bedeckt und auf der Unterseite kommt silbergraues Fell vor. Typisch ist ein schmaler nackter Schwanz der im vorderen Bereich dunkel sowie im letzten Drittel oder Viertel weiß ist. Weibchen besitzen 6 oder 8 paarig angeordnete Zitzen.

## Verbreitung und Lebensweise
Die Art lebt in nördlichen und südöstlichen Bereichen Luzons, fehlt jedoch im Gebiet um Manila. Sie hält sich im Hügel- und Bergland zwischen 200 und 2400 Meter Höhe auf. Als Habitat dienen verschiedene Wälder, Buschländer und teilweise landwirtschaftlich genutzte Gebiete.
Die Luzon-Waldratte schafft im hohen Gras Pfade, indem sie Pflanzen niedertrampelt oder Gras abbeißt. Die verstreuten Halme sind ein deutliches Zeichen ihrer Anwesenheit. Die Nahrung besteht hauptsächlich aus Pflanzenteilen und wird vermutlich mit Kleintieren komplettiert. Die Exemplare können tag- und nachtaktiv sein. Meist besteht ein Wurf aus Zwillingen und allgemein werden bis zu drei Nachkommen pro Wurf geboren.

## Gefährdung
Die IUCN listet die Luzon-Waldratte als nicht gefährdet (least concern) aufgrund ihres guten Anpassungsvermögens und da sie angelegte Brände gut überstehen kann.